# Округ Наместово
Округ Наместово (слч. Okres Námestovo) округ је у Жилинском крају, у Словачкој Републици. Административно средиште округа је град Наместово.

## Географија
Налази се у сјеверном дијелу Жилинског краја.
Граничи:
- на сјеверу и истоку је Пољска,
- западно Округ Чадца,
- југоисточно Округ Тврдошин,
- јужно Округ Долни Кубин.

Клима је умјерено континентална.

## Становништво
| Година:    | 1994.  | 2004.   | 2014.   | 2024.   |
| ---------- | ------ | ------- | ------- | ------- |
| Број људи: | 52 553 | 57 428  | 60 954  | 64 651  |
| Разлика:   |        | +9,27 % | +6,13 % | +6,06 % |

| Година:    | 2023.  | 2024.   |
| ---------- | ------ | ------- |
| Број људи: | 64 385 | 64 651  |
| Разлика:   |        | +0,41 % |

Према подацима о броју становника из 2011. године округ је имао 59.885 становника. Словаци чине 97,29% становништва.
| Етнички састав (2011)‍ | Етнички састав (2011)‍ | Етнички састав (2011)‍ | Етнички састав (2011)‍ | Етнички састав (2011)‍ |
| --------------------- | --------------------- | --------------------- | --------------------- | --------------------- |
|                       |                       |                       |                       |                       |
| Словаци               | Словаци               |                       | 0                     | 97,29%                |
| остали, непознато     | остали, непознато     |                       | 0                     | 2,71%                 |

## Насеља
У округу се налази један град и 23 насељена мјеста.